# Virgil Percec
Virgil Percec (* 1946 in Rumänien) ist ein US-amerikanisch-rumänischer Chemiker an der University of Pennsylvania, Philadelphia.
Percec erwarb 1969 am Polytechnikum in Iași (Technische Universität Iași) einen Bachelor und 1976 bei C.I. Simionescu einen Ph.D. in Polymerchemie. Zunächst forschte er dort weiter zu cis-Poly(phenylacetylen). Als Postdoktorand arbeitete er ab 1981 bei Hans-Joachim Cantow am Institut für Makromolekulare Chemie der Albert-Ludwigs-Universität Freiburg in Deutschland und bis 1982 bei J.P. Kennedy an der University of Akron, Ohio, in den USA. 1982 wurde er Assistant Professor an der Case Western Reserve University in Cleveland, Ohio, wo er 1984 Associate Professor wurde und 1986 eine ordentliche Professur für Makromolekulare Chemie erhielt. Seit 1999 ist er P. Roy Vagelos Professor für Chemie an der University of Pennsylvania in Philadelphia.
Percec befasst sich mit einer an biologischen Prozessen orientierten Synthese komplexer nicht-biologischer Moleküle (insbesondere kovalente und supramolekulare Polymere, flüssigkristalline Polymere und Dendrimere), die biologische Eigenschaften aufweisen. Er hat über 650 wissenschaftliche Veröffentlichungen und 12 Monografien verfasst und hält 50 Patente.

## Auszeichnungen (Auswahl)
- 1993 Mitglied der Rumänischen Akademie[1]
- 2004 ACS Award in Polymer Chemistry[2][3]
- 2007 Ehrendoktorat der Technischen Universität Iași
- 2007 Ehrendoktorat der Nationalen und Kapodistrias-Universität Athen
- 2008 Herman F. Mark-Medaille des Österreichischen Forschungsinstituts für Chemie und Technik[4]
- 2020 Auswärtiges Mitglied der Academia Europaea[5]
- 2024 Mitglied der American Academy of Arts and Sciences